# ماني إن ذا بانك (2021)
ماني إن ذا بانك (بالإنجليزية: Money in the Bank)‏ هو عرض مصارعة محترفة من فئة الدفع مقابل المشاهدة وهو العرض الثاني عشر من سلسلة عروض ماني إن ذا بانك. سيقام العرض في 18 يوليو 2021 في مدينة فورت وورث بولاية تكساس الأمريكية.

## وصلات خارجية
- الموقع الرسمي